# Holderberg (Moers)
Holderberg ist einer von sechs Ortsteilen von Kapellen, einem Stadtteil der nordrhein-westfälischen Großstadt Moers im Kreis Wesel.
Der Ort, der im südlichen Bereich der Stadt Moers liegt, hat 1.193 Einwohner (Stand Dezember 2023).

## Lage

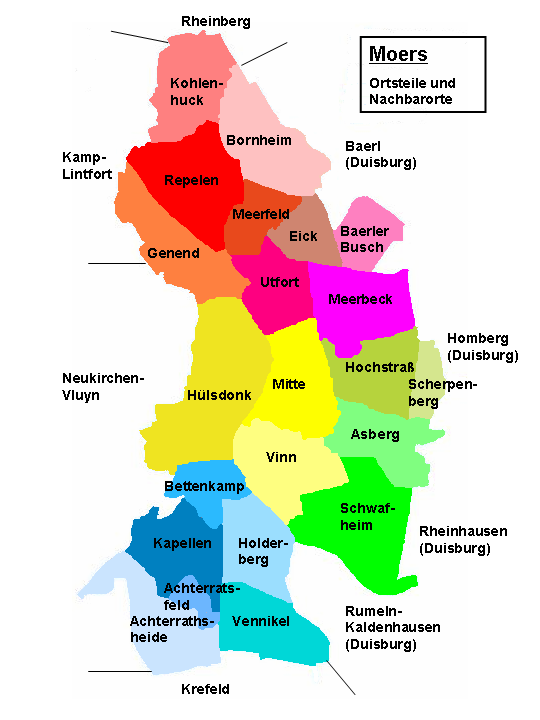
Wohnplätze von Moers; Holderberg liegt im südlichen Bereich von Moers

Mit Ausnahme der östlichen Seite, wo der Duisburger Stadtteil Rumeln-Kaldenhausen angrenzt, umgeben andere Moerser Wohnplätze Holderberg. Im Einzelnen sind dies im Süden Vennikel, im Westen Kapellen-Mitte, im Nordwesten Bettenkamp, im Norden Vinn. Im Nordosten besteht auch noch ein kleiner Grenzbereich zu Schwafheim. Verkehrstechnisch liegt Holderberg im Bereich der Autobahnen 40 und 57. Die BAB 40, die von West nach Ost verläuft, verläuft im Norden oberhalb des Gebietes vom Wohnplatz, aber das Autobahnkreuz Moers ist in der Nähe. Die Autobahn 57 verläuft von Nord nach Süd und bildet die westliche Grenze des Ortsgebiets zu Bettenkamp und Kapellen-Mitte.
Der aktuelle Siedlungsbereich von Holderberg liegt überwiegend im nördlichen Bereich des Wohnplatzes. Der südliche Teil gehört zum Waldgebiet des Lauersforter Waldes, der sich bis zum Siedlungsbereich des Wohnplatzes Vennikel erstreckt und der eines der wenigen größeren Waldgebiete im nördlichen Teil des linken Niederrheins ist.

## Geschichte
Nachweisbare Spuren vom zumindest zeitweiligen Aufenthalt von Menschen im Gebiet von Holderberg gibt es bis zur Neuzeit fast keine. Bisher wurde nur im östlichen Bereich vor der Grenze zu Schwafheim an einer Stelle mit Kratzer, Klingen und Scherben aus Feuerstein ein vermutlicher Siedlungsplatz aus der Steinzeit gefunden.
Obwohl das Gebiet von Holderberg ursprünglich zum Einflussgebiet des Königshofs Friemersdorf gehört haben dürfte, ist in den Aufzeichnungen des Klosters Werden aus dem Mittelalter keine Hofstelle in diesem Gebiet angeführt. Allerdings war der gesamte Bereich von Holderberg bis Ende des 19. Jahrhunderts nur dünn besiedelt. Sieht man vom Adelssitz Schloss Lauersberg ab, der im südlichen Bereich des Wohnplatzes liegt, lagen im Mittelalter die meisten Hofstellen in einem Bereich, der mit Am Berg bezeichnet wurde. Während diverse Urkunden zum Adelssitz Lauersfort im Spätmittelalter vorliegen, gibt es zum weiteren Gebiet von Holderberg und Am Berg fast keine schriftlichen Nachweise. Soweit Hinweise vorhanden sind, betreffen diese Kapellen, zu dem offensichtlich auch das aktuelle Ortsgebiet von Holderberg gehörte.
In einer Untersuchung von 1836 für den Regierungsbezirk Düsseldorf gab es neben Schloss Lauersberg im Bereich Holderberg nur vier Wohnhäuser und damit nur vier Hofstellen. Der Weiler Holderberg gehörte zu dieser Zeit zur stärker besiedelten Bauerschaft Berg. Die Letztere bestand aus 29 Wohnhäusern mit 278 Bewohnern. In der Sammtgemeinde Kapellen war die Bauerschaft Berg mit dem Schloss Lauersfort zu einer der vier gesonderten Abteilungen zusammengefasst. 1834 lebten neben den zwanzig Bewohnern im Schlossareal insgesamt 312 weitere Personen im Bereich von Berg mit Holderberg. Bis auf zwei katholische Bewohner des Schlosses waren alle anderen evangelisch, die seit Mitte des 16. Jahrhunderts zum Kirchspiel Kapellen gehörten. Rechtlich war das Friedensgericht in Moers zuständig. An der Zugehörigkeit zu Kapellen änderte sich auch im Verlauf des 19. Jahrhunderts nichts. In einer Veröffentlichung von 1850 im Amtsblatt für den Regierungsbezirk Düsseldorf wurde unverändert Holderberg als Bestandteil von Kapellen angeführt. Als Name wurde im Amtsblatt inzwischen nur Holderberg verwendet. Dagegen führte ein Adressbuch von 1901 sowohl Berg wie auch Holderberg als Gemeindeteil in Kapellen an, wobei Holderberg zusätzlich als Anschluss für die Eisenbahn gekennzeichnet wurde.

## Sehenswürdigkeiten
In der Liste der Baudenkmäler in Moers sind für Holderberg zwei Baudenkmäler aufgeführt:
- das in seinen ältesten Teilen aus dem 14. Jahrhundert stammende Schloss Lauersfort (Lauersforter Straße 35)
- der Agnetenhof (Holderberger Straße 169)